# ノッキングポイント
ノッキングポイント（欧字名:Nocking Point、2020年1月30日 - ）は、日本の競走馬。2023年の新潟記念の勝ち馬である。
馬名の意味は、「アーチェリーで矢を弦につがえる場所」。

## 経歴

### 2歳（2022年）
6月4日東京芝1600mの2歳新馬戦に1番人気で出走。道中は先団でレースを進め、直線で抜け出すと最後は後続に3馬身差をつけ圧勝した。10月8日のサウジアラビアロイヤルカップではスタートで後手を踏み後方で待機し、直線で外から追い込んできたがドルチェモアの4着に敗れた。

### 3歳（2023年）
1月5日のリステッド競走・ジュニアカップでは道中他馬に接触される不利もあり6着に終わる。2月19日東京芝1600mの3歳1勝クラスでは中団追走から直線で楽に抜け出して2勝目を挙げる。3月25日の毎日杯では中団でレースを進め、最後の直線でメンバー上がり最速タイの35秒0の末脚を繰り出したが勝ち馬シーズンリッチに半馬身届かず2着となった。5月28日に行われた第90回東京優駿では15番人気と低評価であったが、中団からしぶとく脚を伸ばして5着と健闘した。
9月3日の新潟記念では道中好位追走から直線で馬場のインから脚を伸ばして先頭に立つと、最後はユーキャンスマイルの追撃を1馬身差で振り切り重賞初制覇を果たした。10月22日に行われた菊花賞では道中中団でレースを進めたが2周目4コーナーでズルズルと後退し15着と大敗を喫した。

### 4歳（2024年）
3月10日の金鯱賞で始動。レースでは好位中団で脚を溜めるも直線では全く伸びずブービーの12着に沈むと、続く新潟大賞典では道中3番手で追走したが直線で伸びを欠いて8着に終わった。7月7日の七夕賞では中団から鋭く脚を伸ばしてレッドラディエンスの3着と好走したが、レース後の7月11日に右前繋部浅屈腱炎を発症したことが判明。その後、ノーザンファーム空港牧場に移動して改めて検査を行った結果、右前脚のつなぎの部分を損傷していることが確認され、調教再開まで1年を要することや屈腱炎再発の可能性もあることから7月18日に所有するサンデーサラブレッドクラブにより現役引退が発表され、同日付で競走馬登録を抹消された。引退後は乗馬となる予定（繋養先は未定）と発表され、その後2025年に美浦ホースクラブに入厩した。

## エピソード
美浦ホースクラブのスタッフからは「のんちゃん」という愛称で呼ばれている。

## 競走成績
以下の内容は、JBISサーチおよびnetkeiba.comの情報に基づく。
| 競走日     | 競馬場 | 競走名       | 格   | 距離（馬場）  | 頭 数 | 枠 番 | 馬 番 | オッズ （人気） | 着順 | タイム （上り3F） | 着差 | 騎手        | 斤量 [kg] | 1着馬（2着馬）         | 馬体重 [kg] |
| ---------- | ------ | ------------ | ---- | ------------- | ----- | ----- | ----- | --------------- | ---- | ----------------- | ---- | ----------- | --------- | ---------------------- | ----------- |
| 2022.06.04 | 東京   | 2歳新馬      |      | 芝1600m（良） | 13    | 7     | 10    | 002.70（1人）   | 01着 | R1:35.3（33.2）   | -0.5 | 0C.ルメール | 54        | （オールパルフェ）     | 464         |
| 0000.10.08 | 東京   | サウジRC     | GIII | 芝1600m（良） | 9     | 5     | 5     | 001.40（1人）   | 04着 | R1:34.1（33.6）   | -0.7 | 0C.ルメール | 55        | ドルチェモア           | 474         |
| 2023.01.05 | 中山   | ジュニアC    | L    | 芝1600m（良） | 13    | 7     | 10    | 002.10（1人）   | 06着 | R1:34.9（36.4）   | -1.2 | 0横山武史   | 56        | クルゼイロドスル       | 482         |
| 0000.02.19 | 東京   | 3歳1勝クラス |      | 芝1600m（良） | 12    | 4     | 4     | 003.20（1人）   | 01着 | R1:32.9（33.9）   | -0.3 | 0C.ルメール | 56        | （バルサムノート）     | 486         |
| 0000.03.25 | 阪神   | 毎日杯       | GIII | 芝1800m（良） | 13    | 6     | 8     | 005.60（2人）   | 02着 | R1:46.7（35.0）   | -0.1 | 0藤岡佑介   | 56        | シーズンリッチ         | 484         |
| 0000.05.28 | 東京   | 東京優駿     | GI   | 芝2400m（良） | 18    | 7     | 15    | 168.8（15人）   | 05着 | R2:25.4（33.4）   | -0.2 | 0北村宏司   | 57        | タスティエーラ         | 488         |
| 0000.09.03 | 新潟   | 新潟記念     | GIII | 芝2000m（良） | 14    | 3     | 3     | 005.00（2人）   | 01着 | R1:59.0（33.8）   | -0.2 | 0北村宏司   | 54        | （ユーキャンスマイル） | 494         |
| 0000.10.22 | 京都   | 菊花賞       | GI   | 芝3000m（良） | 17    | 5     | 9     | 041.7（10人）   | 15着 | R3:05.2（35.5）   | -2.1 | 0北村宏司   | 57        | ドゥレッツァ           | 492         |
| 2024.03.10 | 中京   | 金鯱賞       | GII  | 芝2000m（良） | 13    | 6     | 9     | 012.60（4人）   | 12着 | R2:00.3（36.8）   | -2.7 | 0戸崎圭太   | 57        | プログノーシス         | 494         |
| 0000.05.05 | 新潟   | 新潟大賞典   | GIII | 芝2000m（良） | 16    | 4     | 7     | 016.80（8人）   | 08着 | R2:01.0（34.8）   | -0.9 | 0杉原誠人   | 57.5      | ヤマニンサルバム       | 494         |
| 0000.07.07 | 福島   | 七夕賞       | GIII | 芝2000m（良） | 15    | 4     | 7     | 020.00（8人）   | 03着 | R1:58.3（36.0）   | -0.4 | 0杉原誠人   | 57.5      | レッドラディエンス     | 486         |

## 血統表
| ノッキングポイントの血統  | ノッキングポイントの血統           | ノッキングポイントの血統          | （血統表の出典）                  | （血統表の出典）    |
| 父系                      | ロベルト系                         | ロベルト系                        | ロベルト系                        |                     |
| 父 モーリス 2011 鹿毛     | 父の父スクリーンヒーロー 2004 栗毛 | *グラスワンダー                   | Silver Hawk                       | Silver Hawk         |
| 父 モーリス 2011 鹿毛     | 父の父スクリーンヒーロー 2004 栗毛 | *グラスワンダー                   | Ameriflora                        |                     |
| 父 モーリス 2011 鹿毛     | 父の父スクリーンヒーロー 2004 栗毛 | ランニングヒロイン                | *サンデーサイレンス               | *サンデーサイレンス |
| 父 モーリス 2011 鹿毛     | 父の父スクリーンヒーロー 2004 栗毛 | ランニングヒロイン                | ダイナアクトレス                  |                     |
| 父 モーリス 2011 鹿毛     | 父の母メジロフランシス 2001 鹿毛   | カーネギー                        | Sadler's Wells                    | Sadler's Wells      |
| 父 モーリス 2011 鹿毛     | 父の母メジロフランシス 2001 鹿毛   | カーネギー                        | Detroit                           |                     |
| 父 モーリス 2011 鹿毛     | 父の母メジロフランシス 2001 鹿毛   | メジロモントレー                  | *モガミ                           | *モガミ             |
| 父 モーリス 2011 鹿毛     | 父の母メジロフランシス 2001 鹿毛   | メジロモントレー                  | メジロクインシー                  |                     |
| 母 チェッキーノ 2013 栗毛 | 母の父キングカメハメハ 2001 鹿毛   | Kingmambo                         | Mr. Prospector                    | Mr. Prospector      |
| 母 チェッキーノ 2013 栗毛 | 母の父キングカメハメハ 2001 鹿毛   | Kingmambo                         | Miesque                           |                     |
| 母 チェッキーノ 2013 栗毛 | 母の父キングカメハメハ 2001 鹿毛   | *マンファス                       | *ラストタイクーン                 | *ラストタイクーン   |
| 母 チェッキーノ 2013 栗毛 | 母の父キングカメハメハ 2001 鹿毛   | *マンファス                       | Pilot Bird                        |                     |
| 母 チェッキーノ 2013 栗毛 | 母の母ハッピーパス 1998 鹿毛       | *サンデーサイレンス               | Halo                              | Halo                |
| 母 チェッキーノ 2013 栗毛 | 母の母ハッピーパス 1998 鹿毛       | *サンデーサイレンス               | Wishing Well                      |                     |
| 母 チェッキーノ 2013 栗毛 | 母の母ハッピーパス 1998 鹿毛       | *ハッピートレイルズ               | *ポッセ                           | *ポッセ             |
| 母 チェッキーノ 2013 栗毛 | 母の母ハッピーパス 1998 鹿毛       | *ハッピートレイルズ               | *ロイコン                         |                     |
| 母系(F-No.)               | ハッピートレイルズ(IRE)系(FN:4-d)  | ハッピートレイルズ(IRE)系(FN:4-d) | ハッピートレイルズ(IRE)系(FN:4-d) |                     |
| 5代内の近親交配           | サンデーサイレンス 4×3＝18.75%     | サンデーサイレンス 4×3＝18.75%    | サンデーサイレンス 4×3＝18.75%    |                     |
| 出典                      | 1.                                 | 1.                                | 1.                                | 1.                  |

- 母チェッキーノは2016年のフローラステークス勝ち馬で、優駿牝馬2着馬。祖母ハッピーパスは2003年の京都牝馬ステークス勝ち馬である。
- 半妹に2024年優駿牝馬・秋華賞の勝ち馬チェルヴィニア（父ハービンジャー）がいる。
- そのほかの近親に2025年皐月賞勝ち馬のミュージアムマイル。